# Scagliolista
Il termine scagliolista che, per quanto improprio, è frequentemente utilizzato nei cantieri edilizi, indica la maestranza in grado di eseguire la finitura "a scagliola". 
Una parete finita a scagliola si presenta liscia e lucente: tale lavorazione si contrappone comunemente alla finitura "a civile" in cui si tinteggia direttamente l'intonaco.